# Salinsaari (ö i Birkaland)
Salinsaari är en ö i Finland. Den ligger i sjön Vehkajärvi och i kommunen Kangasala i den ekonomiska regionen Tammerfors och landskapet Birkaland, i den södra delen av landet, 150 km norr om huvudstaden Helsingfors. Öns area är 1,3 hektar och dess största längd är 240 meter i nord-sydlig riktning.